# Epinephelus amblycephalus
Epinephelus amblycephalus är en fiskart som först beskrevs av Bleeker, 1857.  Epinephelus amblycephalus ingår i släktet Epinephelus och familjen havsabborrfiskar. IUCN kategoriserar arten globalt som otillräckligt studerad. Inga underarter finns listade i Catalogue of Life.